# Dario Sgrò
Dario Sgrò (Roma, 3 dicembre 1980) è un musicista e compositore italiano. Fa parte del gruppo musicale Raggi Fotonici, specializzato in colonne sonore e sigle di cartoni animati. È nipote del chitarrista jazz Alessandro Russo.

## Biografia

### Formazione
Ha studiato pianoforte e chitarra in ambito classico e moderno. Nel 1998 presso il Conservatorio Licino Refice di Frosinone consegue la licenza di solfeggio.
Si perfeziona in chitarra moderna, studia arrangiamento e composizione, musica d'insieme, linguaggi nei vari stili (jazz, rock, pop, blues, musica leggera) e in particolare improvvisazione e armonia con Francesco Lo Cascio.
Presso l'Università Tor Vergata di Roma segue i corsi del DAMS studiando fra gli altri storia della musica con Agostino Ziino, sociologia della musica con Gianni Borgna, musica elettronica con Giorgio Nottoli con il quale si laurea nel 2006 con una tesi sulla musica concreta dal titolo Teoria, evoluzione e tecniche del concretismo in musica..

### Attività
Dalla fine degli anni novanta ad oggi fa parte di numerose formazioni (blues, progressive, rock, pop) con le quali lavora sia in studio che dal vivo esibendosi in Italia e all'estero con repertori di cover e inediti.
Nel 2001 comincia a operare nel settore della musica per bambini e di quella legata al mondo dei cartoni animati.
Inizia quindi la collaborazione con il gruppo Raggi Fotonici nel quale entrerà poi stabilmente nel 2008. Con loro lavora alla realizzazione di sigle di cartoni animati per Rai 2, Rai Gulp, Rai 4, Cartoonito, Cartoon Network (Digimon Fusion Battles, I Saurini e i viaggi del meteorite nero, L'ape Maia, Fairy Tail, Super Wings, Lo straordinario mondo di Gumball tra le più recenti) spot pubblicitari (Rai, Mediaset, LA7), musiche per la televisione e il cinema.
Nel 2006 e 2007, per l'Antoniano di Bologna è pianista alle selezioni ufficiali bambini per lo Zecchino d'Oro.
Nel 2007 è nella redazione della trasmissione Gt Ragazzi (oggi Tiggì Gulp) in onda su Rai 3, in qualità di assistente di produzione, consulente musicale.
Dal 2007 è autore in ogni edizione dell'Ambrogino d'oro. Nel 2009 in particolare il suo brano Le matite colorate viene selezionato per il concorso dal maestro Vince Tempera, presidente di commissione di quell'anno. 
È vincitore poi dell'edizione 2011 con la canzone Buon compleanno Italia (scritta con Franco Berrettoni e dedicata ai 150 anni dell'Unità d'Italia), premiata fra gli altri da Ricky Gianco.
Nel 2008 collabora con Gerardo Di Lella alla realizzazione di trascrizioni musicali per l'orchestra del 58º Festival di Sanremo 2008 (chitarre nel brano Non finisce qui di Danilo Amerio, cantato da Little Tony).
Sempre nel 2008 realizza le musiche che accompagnano i video (grafico Nicola Russo) dell'area multimediale all'interno del Museo dei Mercati di Traiano di Roma (tuttora in rotazione).
Nel 2009 scrive con Daniele Suriani il brano The wall is counting out the time che viene inserito nella colonna sonora del film documentario Jalla Girls! di Annalisa Vozza e Lorenzo Face, selezionato all'Arcipelago Film Festival 2010 di Roma, premiato al Women's International Film&Arts Festival 2011 di Miami come miglior documentario breve, e all'Arab film festival 2011 di Los Angeles come miglior documentario breve straniero.
Nel 2010 è autore per il 53º Zecchino d'Oro 2010 con la canzone Il ballo del girasole interpretata da Giulia Fredianelli.
Dal 2018 il brano è inserito nella colonna sonora del cartoon 44 gatti (serie animata) prodotto da Antoniano e Rainbow, in onda in più di 100 paesi nel mondo e tradotto in oltre 20 lingue..
Insegna chitarra moderna, tastiere, teoria della musica e musica d'insieme in diverse scuole di musica di Roma, tra cui Sotto i raggi del sol di Edoardo Vianello e Alessandro D'Orazi.

### Collaborazioni
Negli anni collabora e si confronta con diverse formazioni, musicisti ed artisti, in qualità di chitarrista, tastierista, bassista, corista, autore, compositore, arrangiatore, trascrittore.
Tra i tanti: Douglas Meakin (The Motowns), Dave Sumner (The Primitives), Ricky Portera, Franco Fasano, Valeria Rossi, Nathalie, Gerardo Di Lella, Lidia Fiori (Fandango), Claudio Maioli, Silvio Pozzoli, Enzo Draghi, Luigi Lopez, Jimmy Fontana, Piccoli cantori di Milano diretti da Laura Marcora, Piccolo Coro dell'Antoniano diretto da Sabrina Simoni, Corrado Castellari, Katia Svizzero, Marcello Marrocchi, I Cavalieri del Re, Vince Tempera, Marco Ferradini, Andrea Lo Vecchio, Cassandra De Rosa, Alessandro D'Orazi, Presi per caso, Kay McCarthy e tanti altri.

## Influenze musicali
Le sue influenze musicali comprendono pop e rock internazionale, tra cui maggiormente The Beatles, Pink Floyd, Michael Jackson, Queen, Mike Oldfield, Deep Purple, Iron Maiden, ABBA, Dream Theater. Pop e rock italiano, tra cui maggiormente Lucio Battisti, Fabrizio De André, Lucio Dalla, Riccardo Cocciante, Stadio, Vasco Rossi, Mina, Gino Paoli.

## Discografia Parziale

### Discografia con i Raggi Fotonici

#### Album
- 2006 - Random Robot
- 2007 - Gente di Cartoonia
- 2010 - Cartoni Animali
- 2011 - Cartoon Heroes, gli eroi delle sigle tv
- 2012 - Cartoon Heroes
- 2014 - Carta Canta, quando i fumetti diventano canzoni
- 2015 - Sacro e profano
- 2017 - Un viaggio lungo 20 anni
- 2020 - Quando i bambini fanno rock

### Discografia solista

#### Collaborazioni
- 2013 - Kay McCarthy - L'amore tace
- 2014 - Ricky Portera - Fottili (cori nel brano Vicoli di Modena)

### Composizioni
- 2008 - Ambrogino d'oro
- 2009 - Ambrogino d'oro
- 2010 - Ambrogino d'oro
- 2010 - 53º Zecchino d'Oro 2010
- 2019 - 44 Gatti Serie TV
- 2020 - Buffycats 44 Cats Katzen-Musik

## Filmografia
- 2014 - L'ape Maia - Il film - Adattamento e arrangiamento vocale canzoni per l'edizione italiana, cori.
- 2014 - Cub - Piccole prede - Adattamento e arrangiamento vocale canzoni per l'edizione italiana, cori.
- 2015 - Natale all'improvviso - Cori nelle canzoni per l'edizione italiana.
- 2023 - Super Giò - Composizione e produzione della colonna sonora.

## Televisione e radio
La fabbrica della musica (Rai Futura), Iscandar (Rai Futura), L'Ultimo Padrino (Canale 5), GT Ragazzi (Raitre), Zecchino d'Oro (Raiuno, Rai Yoyo), Mega Gulp (Rai Gulp), Ambrogino d'oro (Boing (Italia), 7 Gold), Chiamate Roma Triuno Triuno (Radio Deejay), 44 gatti (serie animata) (Rai Yoyo, Raidue), Diario di casa (Rai Yoyo), Uno zecchino con i Buffycats (Rai Yoyo) etc.

## Autore per lo Zecchino d'Oro

### Testo
- Il ballo del girasole (2010)

### Musica
- Il ballo del girasole (2010)

## Autore per l'Ambrogino d'oro

### Testo
- 2007 - Il mio orsetto Bill (con Franco Berrettoni)
- 2007 - Fattoria band (con Domenico Calandra)
- 2008 - La torta della pace
- 2009 - Le matite colorate
- 2010 - Caterina la mucca canterina (con Domenico Calandra)
- 2011 - Buon compleanno Italia (con Franco Berrettoni)

### Musica
- 2007 - Il mio orsetto Bill
- 2007 - Fattoria band
- 2008 - La torta della pace
- 2009 - Le matite colorate
- 2010 - Caterina la mucca canterina
- 2011 - Buon compleanno Italia